# ساعت شلوغی ۲
ساعت شلوغی ۲ (به انگلیسی: Rush Hour 2) عنوان قسمت دوم فیلم ساعت شلوغی است که در سال ۲۰۰۱ منتشر شد.

## داستان
«جیمز کارتر»، کارآگاه لس آنجلسی، برای گذران تعطیلات و دیدن دوستش، کارگاه «لی» به هنگ کنگ می‌رود. این دو خیلی زود درگیر پروندهٔ یک باند جاعل اسکناس می‌شوند و پس از چندی به آمریکا می‌روند…

## بازیگران
- جکی چان در نقش Chief Inspector Lee
- کریس تاکر در نقش Detective James Carter
- جان لون در نقش Ricky Tan
- روزلین سانچز در نقش ایزابل مولینا
- جانگ زئی در نقش Hu Li
- اسکار گودمن در نقش خودش
- هریس یولین
- میلینگ ملانسون
- لیسا لوسیسه‌رو
- کنث تسانگ